# Galassia nana di Cassiopea
La galassia nana di Cassiopea è una galassia nana sferoidale situata nell'omonima costellazione alla distanza di circa 2,5 milioni di anni luce dalla Terra.
Fu scoperta nel 1998 da I.D. Karachentsev e V.E. Karachentseva.
È una galassia satellite della galassia di Andromeda (M31). Insieme alla galassia nana sferoidale di Pegaso risulta la galassia satellite più distante da M31. Fa parte del Gruppo locale.
Con un blueshift di 0,001032, la galassia si muove in direzione della Via Lattea alla velocità di 309 km/s.
Nella galassia sono presenti poche giovani stelle massicce, segno di recente attività di formazione stellare, anche se la popolazione stellare è dominata da vecchie stelle con età fino a dieci miliardi di anni.